# Il Plastico
Il Plastico est une maquette de la Rome antique réalisée sous la houlette de l'archéologue et architecte italien Italo Gismondi entre 1933 et 1937 et mise à jour à la lumière des découvertes archéologiques jusqu'au début des années 1970. 
La maquette, qui représente la ville de Rome au IVe siècle sous le règne de l'empereur Constantin, est l’œuvre emblématique du Museo della Civiltà Romana à l’EUR (Esposizione Universale di Roma). 
La maquette de Gismondi est la plus grande jamais réalisée, mais elle n'est pas la première, précédée par celle de Giuseppe Marcelliani au tout début du XXe siècle et par celle de Paul Bigot. Cependant, elle est celle qui prend en compte les connaissances archéologiques les plus récentes.

## Genèse et histoire
Le projet de restitution se veut d'emblée supérieur au projet de Paul Bigot. C'est également un projet politique voulu par Benito Mussolini pour magnifier la grandeur de l'Empire romain qui s'inscrit au début dans le cadre de la politique fasciste. Cette mise en exergue de la grandeur de l'Empire romain et de la romanité avait également été le cas dans les premiers travaux autour de la topographie de Rome du début du XXe siècle, le nouvel État italien se présentant comme héritier.
Il bénéficie des travaux réalisés autour de la Forma Urbis par Rodolfo Lanciani et des projets antérieurs qui ont amélioré la connaissance de la topographie de la Rome antique.

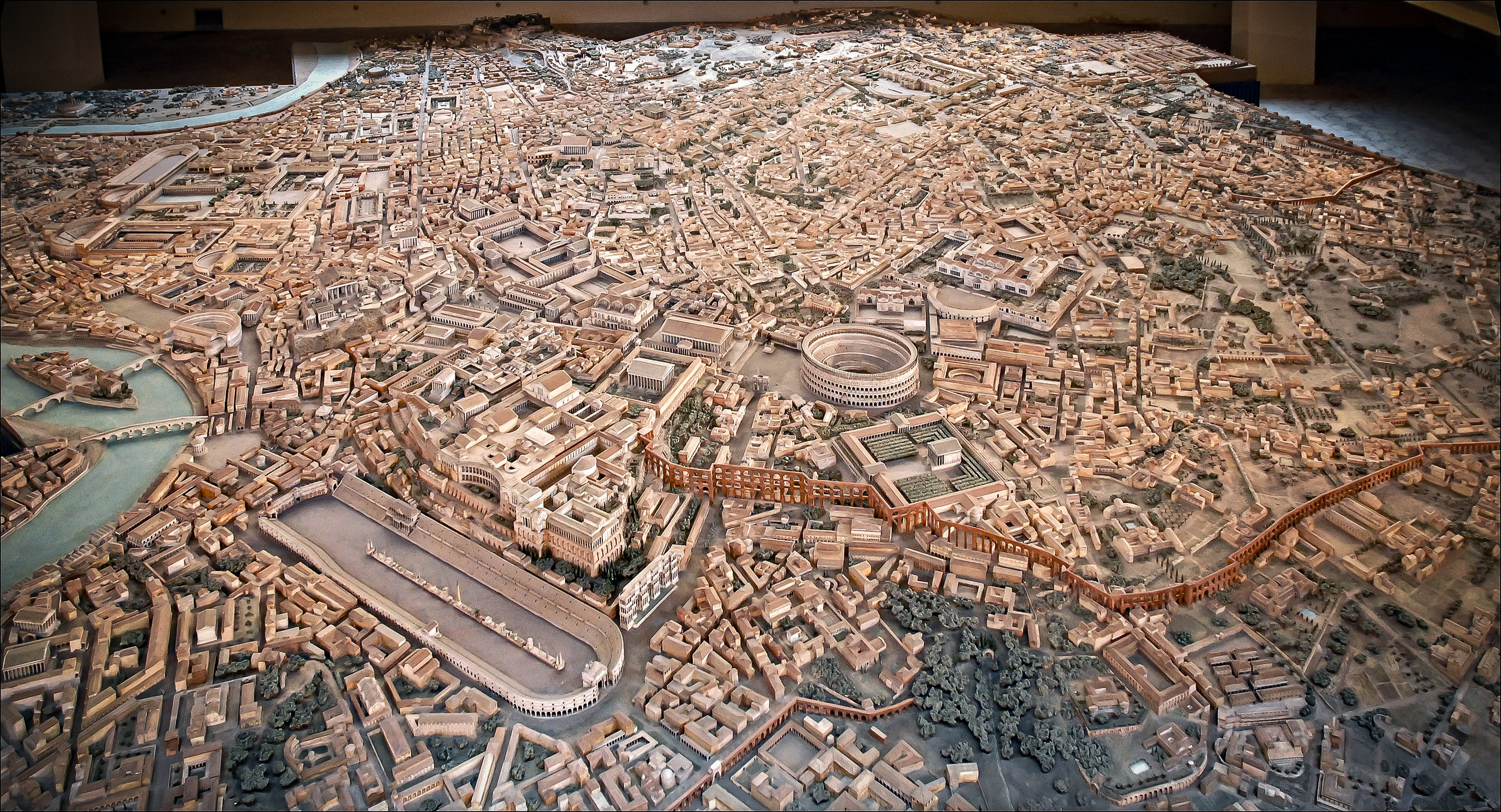
Vue générale de la maquette

## Méthode
La maquette est réalisée entre 1933 et 1937. Elle est mise à jour pratiquement jusqu'à la mort de son créateur. La mise à jour se poursuit au tout début du XXIe siècle.
Italo Gismondi était épaulé par trois à huit assistants, dont Piero di Carlo (1906-1994).
La maquette est réalisée initialement dans les laboratoires du musée de l'Empire romain.

## Réalisation
Réalisée à l'échelle 1:250, la maquette de Gismondi couvre 240 m2 ou 270 m2.
Italo Gismondi réalisait les dessins et l'élaboration de la maquette était le fait de ses assistants.

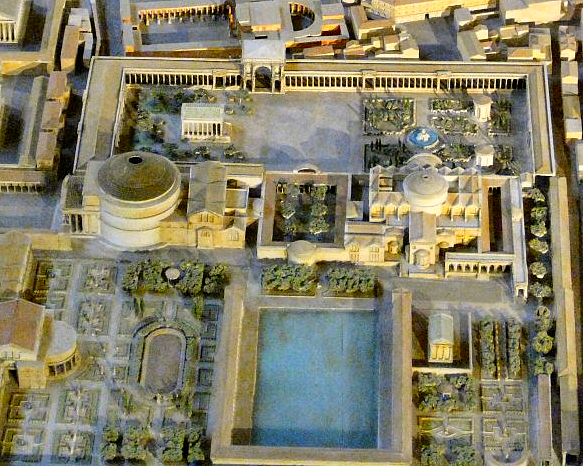
Le Panthéon, les thermes d'Agrippa et les Saepta Julia.
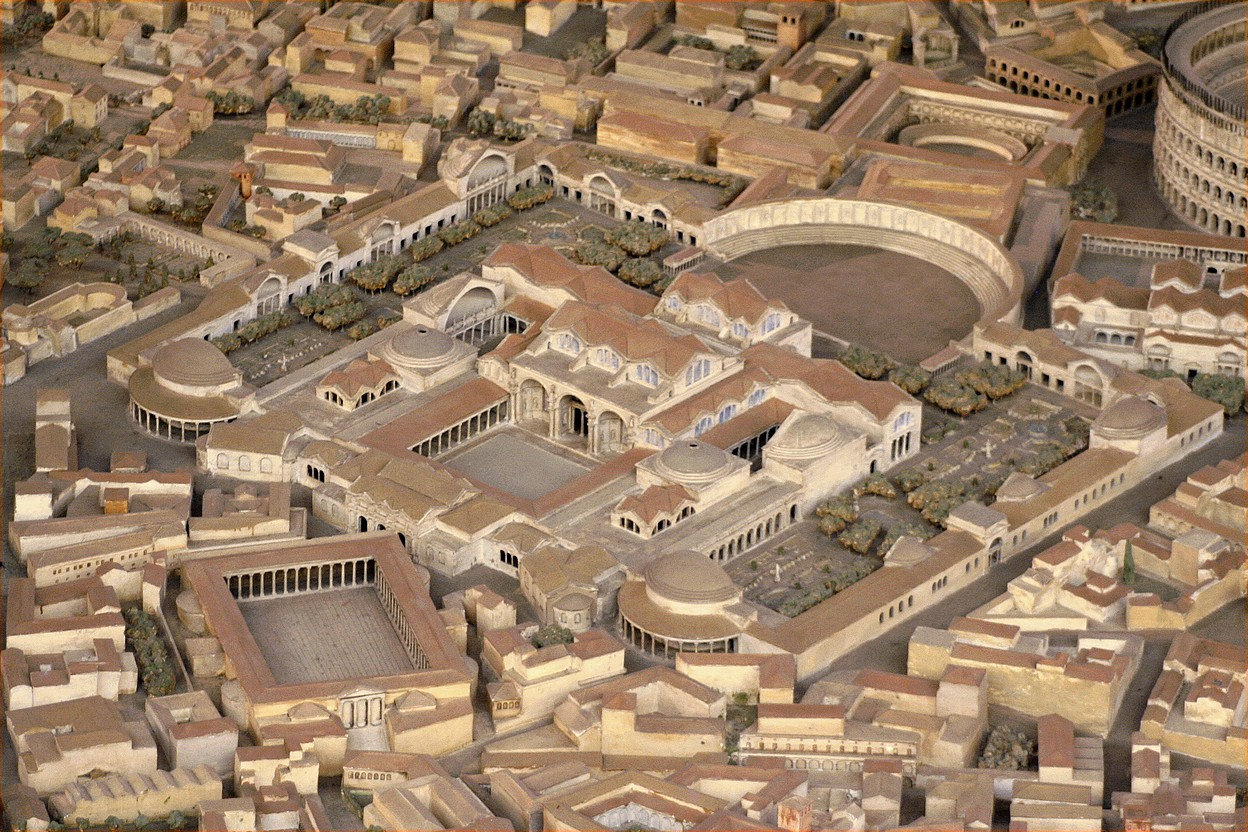
Thermes de Trajan.
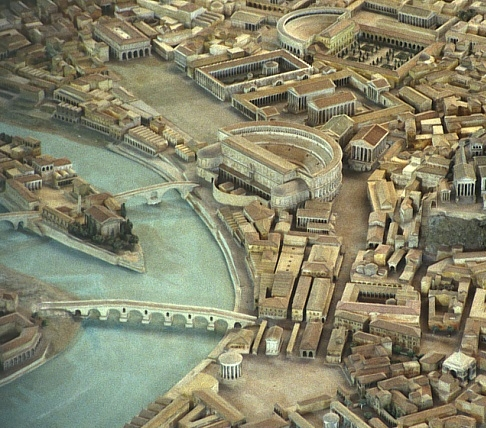
L'île Tibérine et le pont Aemilius ; le théâtre de Marcellus et le Forum Boarium.
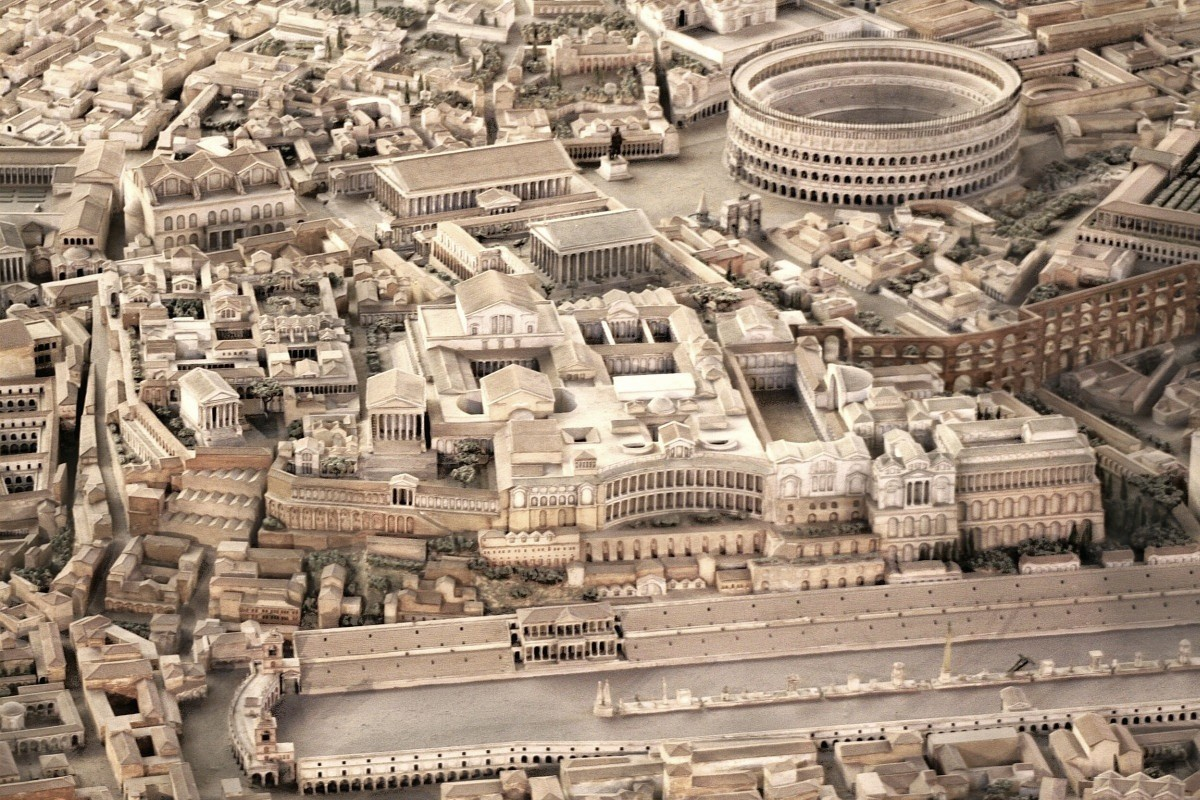
Le Colisée, le Palatin et le Circus Maximus.